# Familia Simpson
Familia Simpson (în engleză: The Simpsons) este cel mai prolific serial de animație american, având în prezent 36 de sezoane și peste 789 de episoade.
A fost votat cel mai bun serial de televiziune a secolului al XX-lea de către revista Time în 1998 și este privit de numeroși critici drept unul din cele mai influente seriale ale tuturor timpurilor.
Serialul ne prezintă aventurile unei familii „particulare” (unul din primele motto-uri ale serialului fiind: "We put the FUN in DysFUNctional", joc de cuvinte intraductibil în română, o traducere cuvânt cu cuvânt ar fi: „Noi punem distracția în disfuncțional”) din clasa muncitoare, aruncând o privire foarte satirică asupra lumii în care trăiesc.
The Simpsons ironizează aproape tot ce ține de cultura populară americană, majoritatea personajelor fiind stereotipuri. Serialul a ajutat la ridicarea standardelor animației pentru adulți, pregătind calea pentru alte desene animate precum South Park.

## Istorie
Familia Simpson a fost concepută de Groening cu puțin timp înainte de o solicitare pentru o serie de pantaloni scurți animați cu producătorul James L. Brooks. Groening a creat o familie disfuncțională și a numit personajele după membrii propriei familii, înlocuindu-l pe Bart cu numele său. Pantalonii au devenit parte a emisiunii "The Tracey Ullman Show" pe 19 aprilie 1987. După o perioadă de trei sezoane, schița a fost transformată într-o emisiune de primă jumătate de oră și a devenit o lovitură timpurie pentru Fox, devenind prima serie de rețele în Topul 30 de rating într-un sezon (1989-90).
De la debutul său la 17 decembrie 1989, au fost difuzate 639 de episoade ale lui The Simpsons. Este cel mai lung sitcom american și, în 2009, a depășit Gunsmokeas, cea mai lungă serie americană de filme primește în scenă americană, în termeni de anotimpuri și în ceea ce privește episoadele în 2018. Filmul Simpsons, un film de lung metraj, a fost lansat în cinematografe la nivel mondial pe 27 iulie 2007, și a încasat peste 527 milioane de dolari. La 4 noiembrie 2016, seria a fost reînnoită pentru un sezon de treizeci, extinderea spectacolului până în mai 2019;  va avea premieră la 30 septembrie 2018. 
Succesul serialului a mai dat naștere și multor serii de benzi desenate, jocuri video, cărți și jucării. 
Simpsons a primit o apreciere critică pe scară largă pe parcursul primelor sale sezoane  sau zece , care sunt în general considerate "epoca de aur". Time a numit-o cea mai bună serie de televiziune din secolul al XX-lea  și Erik Adams de la The A.V. Clubul a numit-o "realizarea coroanei televiziunii indiferent de format".  Pe 14 ianuarie 2000, familia Simpson a primit o stea pe Walk of Fame de la Hollywood. A câștigat zeci de premii de la debutul seriei, incluzând 31 premii Primetime Emmy, 30 premii Annie și un premiu Peabody. Fraza de exclamatorie a lui Homer "D'oh!" a fost adoptată în limba engleză, în timp ce The Simpsons a influențat multe alte sitcom-uri animate orientate spre adulți. În ciuda acestui fapt, spectacolul a fost, de asemenea, criticat pentru ceea ce mulți percep ca o scădere a calității de-a lungul anilor, în general de la sfârșitul anilor 1990.

## Personajele
Acțiunea este centrată evident în jurul familiei Simpson, formată din Homer, Marge, Bart, Lisa și Maggie însă de-a lungul anilor numărul personajelor care au apărut în serial a crescut enorm, ajungând la câteva sute.
Odată ce The Simpsons a luat avânt, un număr foarte mare de celebrități cum ar fi Michael Jackson sau Dustin Hoffman și-au împrumutat vocile unor personaje episodice sau au apărut ca ele însele.

### Personaje principale
Familia Simpson
Familia trăiește în orașul Springfield. Este alcătuită din tatăl Homer, mama Marge și cei trei copii ai lor, Bart, Lisa și Maggie. Este caracterizată ca o familie tipic americană, cu probleme tipice culturii țării și uneori chiar disfuncțională, dar în cele din urmă iubitoare și păsătoare față de ei și de alții.  
- Homer Simpson - capul familiei, soțul lui Marge, tatăl lui Bart, Lisa și Maggie. El este prezentat ca un tată după stereotipul american, leneș, egoist, idiot, dar cu momente când într-adevăr arată că îi pasă de familia lui. Numele lui este același ca al tatălui creatorului Matt Groening.[2]
- Marge Simpson - soția lui Homer. S-a întâlnit cu Homer la liceu. Marge este o soție tipic culturii americane, stând acasă, munciind, gătind, dar în multe episoade ea și-a luat anumite slujbe de la polițistă până la scriitoare.
- Bart Simpson - băiatul de 10 ani al familiei care este mereu pus pe șotii. Exact ca tatăl său, el are o frază exclamatoare trasă din spaniolă ”Ay caramba!”. La școală, Bart îi scoate din sărite pe profesori, dar mai ales pe directorul Skinner cu poantele lui, deși unele episoade arată că el se pot înțelege și chiar lucrează împreună. Notele lui proaste nu țin de faptul că e stupid, ci mai mult din pricina că este nemotivat.
- Lisa Simpson - fetița isteață de 8 ani despre care se spune că are un IQ peste 200. Ea este și o activistă pentru mediu. Este de obicei prezentată ca vocea moralității în serial, nefiindu-i teamă să-și exprime opiniile și punctul ei de vedere deștept în contras cu mentalitatea colectivă bolnavă al orașului. Din sezonul 7, ea este vegetariană. Totuși, aceste trăsături o lasă la școală fără prieteni, fiind de mai multe ori ținta glumelor rele de către colegii ei de școală. Mai multe episoade arată că a moștenit aceste calități de la mama ei.
- Maggie Simpson - fiica cea mică.
- Abraham „Abe” Simpson - tatăl lui Homer ce l-a crescut de mic singur din cauza lipsei mamei lui Homer. Homer a spus în film că Abe nu l-a crescut chiar așa de bine, motiv pentru care la rândul lui a fost un tată nu prea bun pentru Bart.
- Mona Simpson - este mama târzie a lui Homer care l-a părăsit când el era foarte mic. Ei doi se întâlnesc pentru prima oară în episodul 8 din sezonul 7. Din păcate ea moare în sezonul 19.

### Personaje secundare
- Patty și Selma  - surorile gemene ale lui Marge. Ele sunt fumătoare, lucrează la DMV. Îl displac pe Homer.
- Charles Burns - este principalul antagonist al serialului. Este un om bogat, o parodie a unui bogătaș crud american. El deține Centrala Nucleară din Springfield. Asistentul și mâna dreaptă a lui este domnul Smithers. În unele episoade, el pare să fie încă prins în trecut.
- Waylon Smithers - este mâna dreaptă al domnului Burns.
- Lenny și Carl - sunt doi prieteni de-a lui Homer care frecventează barul lui Moe.
- Moe - este barmanul barului. De obicei, Moe este supărat, dar în cele din urmă îi pasă de prietenii lui.

| Actori vocali                                                                             | Actori vocali         | Actori vocali                                 | Actori vocali  | Actori vocali                                                                            | Actori vocali |
| ----------------------------------------------------------------------------------------- | --------------------- | --------------------------------------------- | -------------- | ---------------------------------------------------------------------------------------- | --- |
|                                                                                           |                       |                                               |                |                                                                                          | |
| Dan Castellaneta                                                                          | Julie Kavner          | Nancy Cartwright                              | Yeardley Smith | Hank Azaria                                                                              | Harry Shearer |
| Homer, Bunicul, Barney, Krusty, Willie îngrijitorul, Mayor Quimby, Hans Moleman și alții. | Marge, Patty și Selma | Bart, Nelson, Ralph, Todd Flanders, și alții. | Lisa           | Moe, Chief Wiggum, Apu, Comic Book Guy, Carl, Cletus, Professor Frink, Dr. Nick și alții | Dl. Burns, Smithers, Ned Flanders, Reverend Lovejoy, Kent Brockman, Dr. Hibbert, Lenny, Principal Skinner, Otto, Rainier Wolfcastle și alții. |

## Locul acțiunii
Acțiunea are loc în orașul ficțional american Springfield, dintr-un stat necunoscut și imposibil de depistat. Serialul este înadins evaziv când vine vorba de locația orașului Springfield. Numele "Springfield" este unul comun în S.U.A. și apare în peste 22 de state americane. Spațiul geografic din Springfield și din jurul acestuia conține linii de coastă, deșerturi, ferme întinse, munți înalți sau altele de care povestea are nevoie.
Întradevăr, orașul nu pare să fie identificat cu un stat specific. Matt Groening a mărturisit că locul este bazat pe un anumit oraș Springfield din Oregon.

## Alte surse media
Datorită popularității serialul a fost adaptat în diverse cărți, reviste de benzi desenate, jocuri video. Între 1995 și 2018, Bongo a publicat 245 de numere. Tot Bongo a mai publicat și reviste reprezentându-l drept personaj principal pe Bart Simpson care a avut 100 numere, atât și o serie de groază, alte reviste care centralizau și alte personaje din serie pe un număr, ca Moe, Jimbo, Ralph sau Profesorul Frink.   
În 2003, s-a lansat jocul video Simpsons Hit and Run. Jocul a luat inspirație de la Grand Theft Auto III.
Au apărut și deverse cărți care se centralizează pe un personaj și fiind cu informații despre acesta.
În 2007, serialul a fost adaptat într-un film. Site-ul Rotten Tomatoes i-a dat nota de 7.5 din 10, descriindu-l ca plin de râsete de inimă și o portretizare onestă a familiei Americane.    
De-a lungul timpului s-a vorbit și despre un al doilea film. Al Jean a mărturisit că acest lucru s-ar putea să se întâmple într-un viitor, deși serialul nu o să se termine curând.

## Vezi și
- Cele mai bune 50 de seriale din toate timpurile #8